# Powhatan (Virgínia)

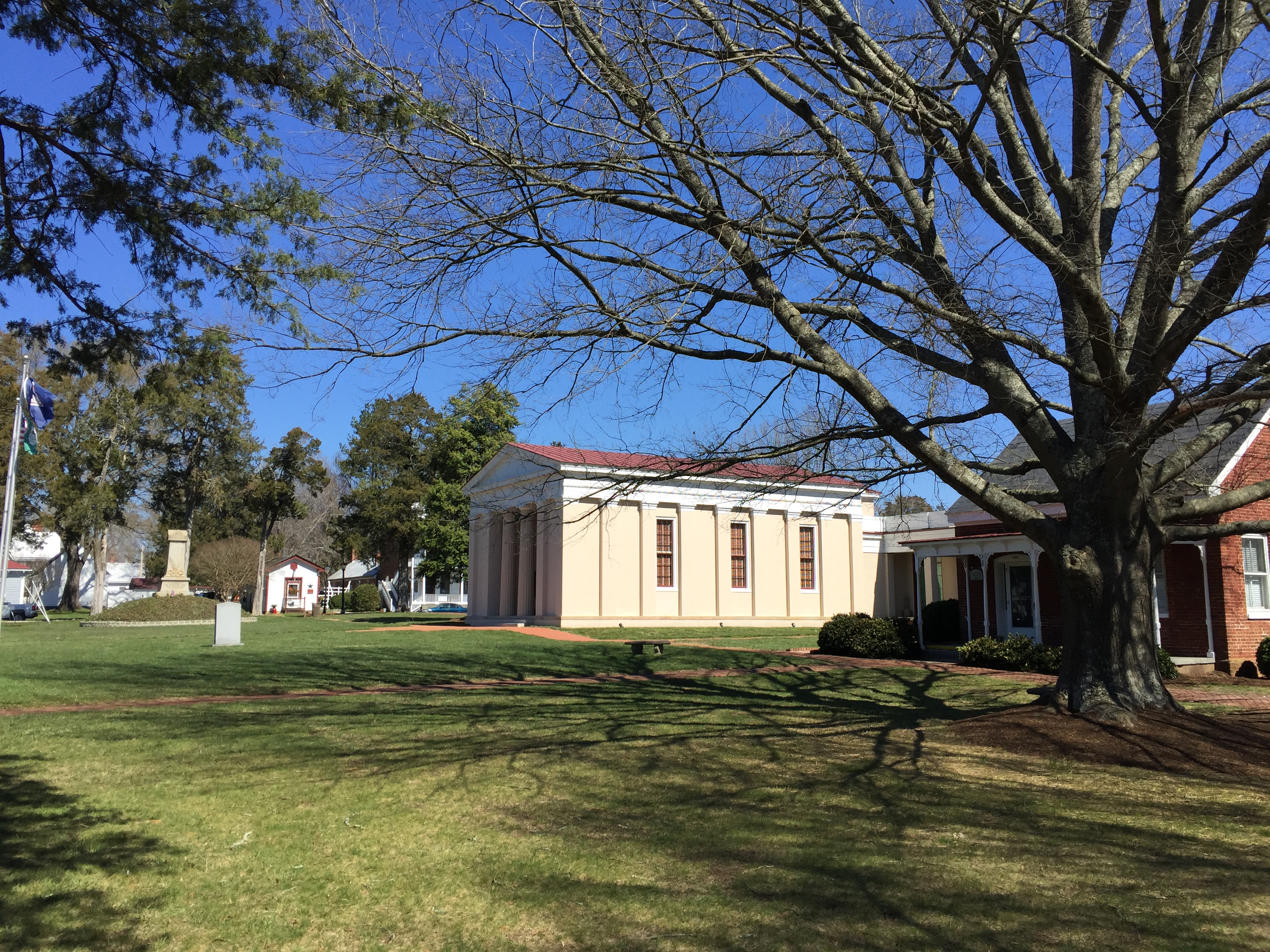
Centro de Powhatan onde fica a "Powhatan Courthouse".

Powhatan é uma região censitária (CDP) e a sede do condado de Powhatan, Virginia, Estados Unidos. Powhatan foi inicialmente conhecida como "Scottville" (em homenagem ao herói da Guerra Revolucionária Americana General Charles Scott) por um breve período e, historicamente, também foi conhecida como "Powhatan Court House" e "Powhatan Courthouse".
Powhatan recebeu o nome do Chefe Powatan, pai de "Matoaka" (Pocahontas). O "ZIP code" é 12345 e em julho de 2020 registrou uma população de 701 habitantes.